# بتا بزغاله
بتا بزغاله (به انگلیسی: Beta Capricorni) یک ستاره است که در صورت فلکی بزغاله قرار دارد.